# U.S. Steel
Юнайтед Стейтс Стил Корпорейшн (англ. United States Steel Corporation — U.S. Steel) — американская сталелитейная компания, по состоянию на 2024 год была третьей крупнейшей в США (после Nucor и Cleveland-Cliffs) и 29-й в мире.
В июне 2025 года была поглощена японской Nippon Steel.

## История
United States Steel Corporation была образована в 1901 году в результате слияния сталелитейной компании Эндрю Карнеги (основанной в 1873 году), Федеральной сталелитейной компании Джона Пирпонта Моргана, сформированной в 1898 году, и ещё 8 компаний. Слияние было завершено 25 февраля 1901 года, капитализация этой корпорации впервые в истории пересекла отметку в миллиард долларов, составив $1,4 млрд; кроме того, эта корпорация контролировала 2/3 производства стали в США.
Первым президентом корпорации стал Чарльз Шваб, однако из-за конфликта с другими членами руководства в 1903 году ушёл в Bethlehem Steel, сделав её основным конкурентом U.S. Steel. Его сменил на посту президента третий сооснователь корпорации Эльберт Генри Гари (Elbert Henry Gary), возглавлявший её до самой смерти в 1927 году. Завод компании Gary Works в Индиане был одним из крупнейших в мире.
В 1907 году была поглощена ещё одна крупная компания, Tennessee Coal, Iron and Railroad Company, расположенная на юге США, присутствие на Западе было закреплено в 1910 году с покупкой Columbia Steel Company.
В последующие годы корпорация росла как за счёт поглощений, так и за счёт строительства новых заводов, однако этот рост уступал росту отрасли в целом, к середине 1950-х годов доля корпорации на американском рынке сократилась до 30 % (несмотря на то, что в 1953 году U.S. Steel достигла пика производства, 35 млн тонн стали) и к 1961 году доля на рынке сократилась до четверти, что было связано с ростом расходной части (частые забастовки вели к сокращению рабочего дня и росту зарплат), а также с ростом конкуренции со стороны импорта.
В 1960-х годах началась реорганизация корпорации, закрывались нерентабельные сталелитейные комбинаты и расширялась сфера деятельности, в частности в 1964 году была создана Химическая компания Питтсбурга (Pittsburgh Chemical Company). Однако эти меры не улучшили положение U.S. Steel, 1979 год был завершен с убытком $293 млн, было закрыто 13 предприятий.

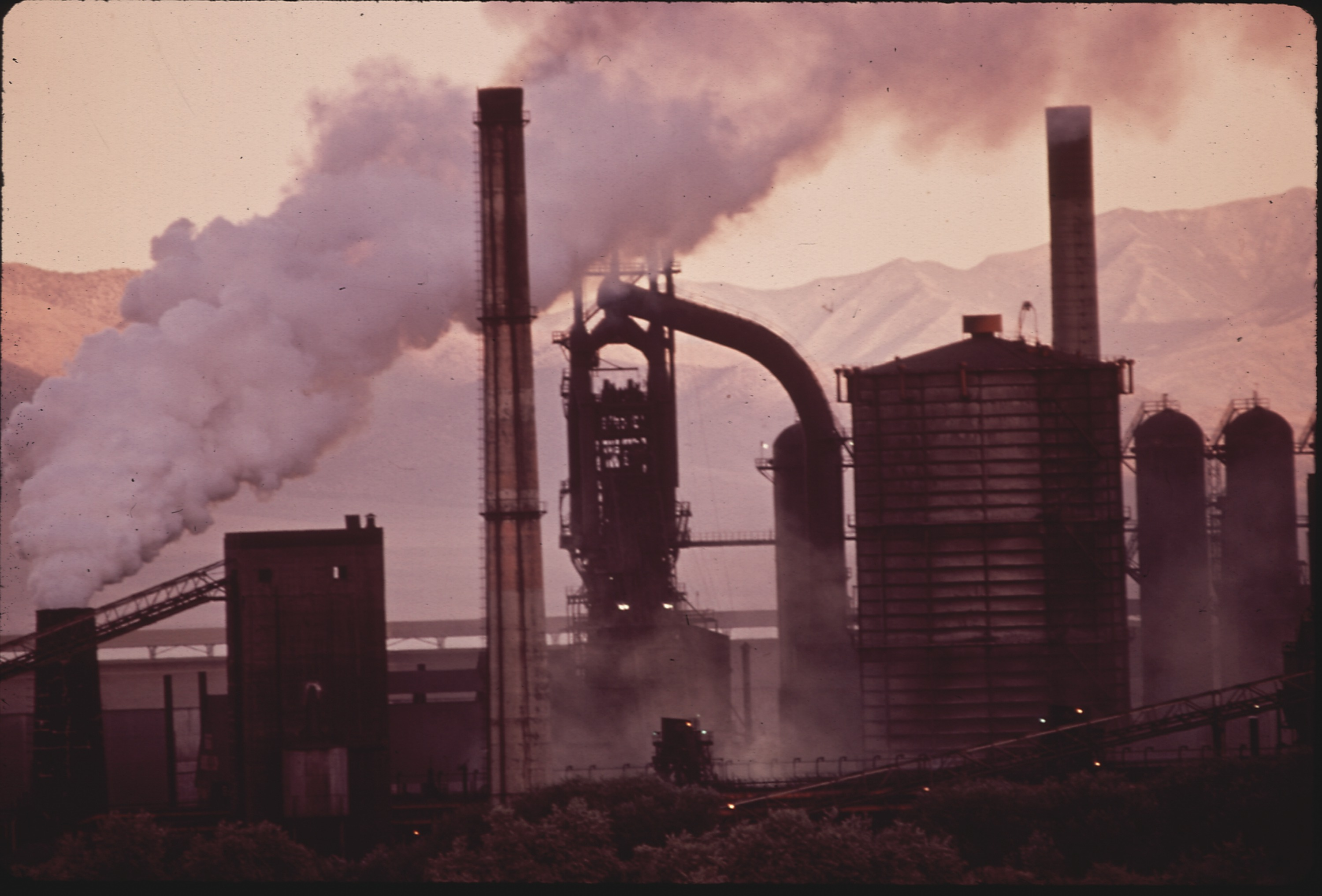
Производственный комплекс U.S. Steel в Прово, штат Юта. 1972 год

В 1982 году United States Steel Corporation за 6,2 млрд долл. приобрела нефтедобывающую компанию из Огайо Marathon Oil Company. К ней в 1986 году за $3,6 млрд была куплена техасская нефтегазовая корпорация Texas Oil & Gas, в то же время массово распродавались или ликвидировались сталелитейные активы, поэтому в 1986 году название корпорации было изменено на USX Corporation.
В 1991 году была проведена рекапитализация USX, акции USX Corporation были заменены на акции USX-Marathon Group, и были выпущены новые акции USX-U.S. Steel Group, в 1992 году появилась третья группа акций, USX-Delhi Group, относящиеся к газотранспортной Delhi Gas Pipeline Corporation.
В октябре 2000 года корпорация сделала первое крупное зарубежное приобретение, словацкий сталелитейный комбинат в Кошице, получивший название U. S. Steel Košice.
Падение цен на нефть в начале 2000-х годов и дальнейший упадок сталелитейной отрасли в США сделали существование нефте-стального конгломерата неэффективным. В 2002 году USX Corporation распалась на Marathon Oil Corporation и United States Steel Corporation.
В 2003 году были куплены активы обанкротившейся корпорации National Steel Corporation.
В 2015 году был закрыт один из крупнейших комбинатов корпорации Fairfield Flat-Rolled, начавший работу в 1952 году.
В 2017 году были проданы доли в бразильских предприятиях по производству труб.
В августе 2023 года US Steel объявила о поиске стратегического инвестора.
В декабре 2023 года стало известно о продаже US Steel крупнейшей японской сталелитейной компанией Nippon Steel. С учётом долга американской компании стоимость сделки составила $14,9 млрд, её закрытие ожидалось в третьем квартале 2024 года. Против сделки выступили в Конгрессе и республиканцы, и демократы. В январе 2025 года Джо Байден заблокировал сделку как противоречащую национальным интересам США. Сменивший его на посту президента США Дональд Трамп в мае 2025 году заявлял о возможности создания партнёрства между US Steel и Nippon Steel. Тем не менее, указ Байдена был признан судом незаконным, и 18 июня 2025 года были прекращены торги акциями US Steel на Нью-Йоркской фондовой бирже. Американская корпорация стала дочерней структурой японской. Однако, президент США имеет в ней «золотую акцию» и может блокировать такие решения, как изменение названия, перенос штаб-квартиры или значительной части производственных мощностей из США, поглощение американских компаний. Nippon Steel обязалась инвестировать в US Steel 11 млрд долларов в период до 2028 года.

## Деятельность
Подразделения по состоянию на 2024 год:
- плоский стальной прокат — производство стали в 2024 году на 3 комбинатах в США, крупнейшим из которых является Gary Works в Индиане; 8,4 млн т (при номинальных производственных мощностях 13,2 млн т);
- мини-заводы — производство стали на 2 мини-комбинатах а Арканзасе; 2,8 млн т при номинальных мощностях 6,3 млн т;
- европейские операции — производство плоского стального проката в Кошице (Словакия); номинальные мощности составляют 5 млн т, в 2024 году было выпущено 3,8 млн т стали;
- трубы — производство труб для нефтегазовой отрасли, объём производства составил 575 тыс. т.

В списке крупнейших публичных компаний мира Forbes Global 2000 за 2025 год U.S. Steel заняла 1417-е место.
|                     | 2001…   | 2006…  | 2011   | 2012   | 2013   | 2014  | 2015   | 2016   | 2017  | 2018  | 2019   | 2020   | 2021  | 2022  | 2023  | 2024  |
| ------------------- | ------- | ------ | ------ | ------ | ------ | ----- | ------ | ------ | ----- | ----- | ------ | ------ | ----- | ----- | ----- | ----- |
| Оборот              | 6,375…  | 15,72… | 19,88  | 19,33  | 17,42  | 17,51 | 11,57  | 10,26  | 12,25 | 14,18 | 12,94  | 9,741  | 20,28 | 21,07 | 18,05 | 15,64 |
| Чистая прибыль      | -0,218… | 1,374… | -0,053 | -0,124 | -1,645 | 0,102 | -1,642 | -0,440 | 0,387 | 1,115 | -0,630 | -1,165 | 4,174 | 2,524 | 0,895 | 0,384 |
| Активы              | 8,337…  | 10,59… | 16,07  | 15,22  | 12,68  | 11,98 | 9,167  | 9,160  | 9,862 | 10,98 | 11,61  | 12,06  | 17,82 | 19,46 | 20,45 | 20,24 |
| Собственный капитал | 2,506…  | 4,365… | 3,500  | 3,477  | 3,375  | 3,799 | 2,436  | 2,274  | 3,320 | 4,202 | 4,092  | 3,786  | 9,010 | 10,22 | 11,05 | 11,35 |

Основные дочерние компании и совместные предприятия на конец 2017 года:
- Chisholm Coal LLC
- Chrome Deposit Corporation (50 %, остальные у Court Holdings)
- Compagnie de Gestion de Mifergui- Nimba, LTEE
- Cygnus Mines Limited
- Double G Coatings, Inc. (50 %, остальные у ArcelorMittal)
- Double G Coatings Company, L.P.
- Essex Minerals Company
- Fairfield Primary Operations, LLC
- Feralloy Processing Company (49 %, остальные у Feralloy Corporation)
- GCW/USS Energy, LLC
- Grant Assurance Corporation
- Kanawha Coal LLC
- Leeds Retail Center, LLC
- Oilfield Technologies, Inc.
- Orinoco Mining Company
- Perdido Land Development Co., Inc.
- PITCAL, Inc.
  - USS-POSCO Industries (50 %, остальные у южнокорейской POSCO)
- Pitcal Pipe, LLC
- Preserve Village Developers, LLC
- Stelco Holding Company
  - Ontario Coal Company
  - Ontario Eveleth Company
  - Ontario Hibbing Company (14,7 %)
    - Hibbing Development Company
      - Hibbing Taconite Company

  - Stelco Coal Company
    - Stelco Erie Corporation
    - Ontario Tilden Company
- Swan Point Yacht & Country Club, Inc.
- Timber Wolf Land, LLC
- Transtar, LLC
  - Delray Connecting Railroad Company
  - Gary Railway Company
  - Tracks Traffic and Management Services, Inc.
  - Texas & Northern Railway Company
  - Lake Terminal Railroad Company, The
    - Lorain Northern Company

  - Union Railroad Company, LLC
  - Birmingham Southern Railroad Company
    - Fairfield Southern Company, Inc.
    - Warrior & Gulf Navigation LLC
- U. S. Steel China, LLC
- U. S. Steel Holdings, Inc.
  - U. S. Steel Holdings II, LLC
    - Worldwide Steel C.V.
      - U. S. Steel Global Holdings I B.V.
        - U. S. Steel Global Holdings VI B.V.
          - U. S. Steel Košice, s.r.o. (USSK)
            - OBAL-SERVIS, a.s. Košice
            - Ferroenergy s.r.o.
            - U. S. Steel Services s.r.o.
            - U. S. Steel Europe — Bohemia a.s.
            - U. S. Steel Europe — France S.A.
            - U.S. Steel Košice — SBS, s.r.o.
            - U. S. Steel Europe — Germany GmbH
            - U. S. Steel Europe — Italy S.r.l.
            - RMS, a.s. Košice

        - U. S. Steel Global Holdings II, B.V.
        - U. S. Steel Canada Limited Partnership

  - U. S. Steel Holdings IV, Inc.
- U. S. Steel International of Canada, LTD.
- U. S. Steel LRD Canada North Inc.
- U. S. Steel Mining Company, LLC
- U. S. Steel Timber Company, LLC
- U. S. Steel Tubular Products Holdings, LLC
  - U. S. Steel Seamless Tubular Operations, LLC
  - U. S. Steel Tubular Products, Inc.
    - U. S. Steel Tubular Products Middle East DMCC
    - U.S. Steel Oilwell Services, LLC
      - Patriot Premium Threading Services, LLC (50 %, остальные у Butch Gilliam Enterprises LLC)

    - U. S. Steel Tubular Products Canada Inc.
    - U.S. Steel Produtos Tubulares do Brasil Ldta.
    - Zinklahoma, Inc.
    - Star Brazil US, LLC 2
    - Star Brazil US, LLC 1
      - Lone Star Brazil Holdings 1 Ltda.
        - Lone Star Brazil Holdings 2 Ltda.

    - Lone Star Steel Holdings, Inc.
      - Lone Star Steel Holdings II, Inc.
        - Fintube (Thailand) Limited
- UEC Technologies, LLC
  - 189548 Canada Inc.
    - 3292673 Canada Inc.

  - USX Engineers and Consultants
  - UEC Sail Information Technology, LTD.
- United States Steel International, Inc.
  - United States Steel Export Company de Mexico, S.R.L. de C.V.
    - Acero Prime, S.R.L. de CV (Мексика, 40 %, остальные у Feralloy Corporation)
    - Acero Prime Servicios, S.R.L. de CV

  - United States Steel International de Mexico, S.R.L. de C. V.
- USS Construction Products, LLC.
- USS Galvanizing, Inc.
  - PRO-TEC Coating Company (50 %, остальные у японской Kobe Steel, Ltd.)
    - PRO-TEC Coating Company, Inc.
- USS International Services, LLC
- USS Lakeside, LLC
  - Chicago Lakeside Development, LLC
- USS Oilwell Supply Co., LTD.
- USS Oilwell Tubular, Inc.
- USS Portfolio Delaware, Inc.
- USS WSP, LLC
  - Worthington Specialty Processing (49 %, остальные у Worthington Industries, Inc.)
    - ProCoil Company, LLC
    - Worthington Taylor, LLC
- USX International Sales Company, Inc.

Крупнейшие акционеры на ноябрь 2018 года:
- The Vanguard Group, Inc. — 9,17 %;
- BlackRock Investment Management (UK) Ltd. — 8,94 %;
- State Street Corporation — 3,18 %;
- Dimensional Fund Advisors — 2,78 %;
- Citadel Advisors LLC — 2,57 %;
- Luminus Management LLC — 1,89 %;
- Amerigo Asset Management — 1,86 %;
- Pelham Capital Ltd. — 1,8 %;
- The Bank of New York Mellon — 1,13 %;
- Norges Bank — 1,1 %;
- JPMorgan Chase — 1,1 %;
- Morgan Stanley — 1,08 %;
- Susquehanna International Group — 1,06 %;
- Slate Path Capital LP — 1,05 %;
- Geode Capital Management, LLC — 0,98 %.